# Campeonato Mundial de Esgrima de 2001
O Campeonato Mundial de Esgrima de 2001 foi a 63ª edição do torneio organizado pela Federação Internacional de Esgrima (FIE) entre 26 de outubro a 1 de novembro de 2001. O evento foi realizado em Nimes, França. 

## Resultados
Os resultados foram os seguintes. 
Masculino
| Evento             | Ouro                                                                                 | Prata                                                                           | Bronze                                                                      |
| Espada individual  | Itália · Paolo Milanoli                                                              | Suíça · Basil Hoffmann                                                          | França · Fabrice Jeannet                                                    |
| Espada individual  | Itália · Paolo Milanoli                                                              | Suíça · Basil Hoffmann                                                          | Alemanha · Oliver Lücke                                                     |
| Espada por equipe  | Hungria · Krisztián Kulcsár · Iván Kovács · Géza Imre · Attila Fekete                | Estónia · Kaido Kaaberma · Nikolai Novosjolov · Sergei Vaht · Meelis Loit       | França · Fabrice Jeannet · Hugues Obry · Rémy Delhomme · Jérôme Jeannet     |
| Florete individual | Itália · Salvatore Sanzo                                                             | França · Loïc Attely                                                            | França · Brice Guyart                                                       |
| Florete individual | Itália · Salvatore Sanzo                                                             | França · Loïc Attely                                                            | França · Franck Boidin                                                      |
| Florete por equipe | França · Loïc Attely · Jean-Noël Ferrari · Brice Guyart · Franck Boidin              | Polónia · Adam Krzesiński · Sławomir Mocek · Tomasz Ciepły · Piotr Kielpikowski | Cuba · Elvis Gregory · Oscar García · Raúl Perojo · Eddy Patterson          |
| Sabre individual   | Rússia · Stanislav Pozdnyakov                                                        | França · Julien Pillet                                                          | França · Mathieu Gourdain                                                   |
| Sabre individual   | Rússia · Stanislav Pozdnyakov                                                        | França · Julien Pillet                                                          | Polónia · Rafal Sznajder                                                    |
| Sabre por equipe   | Rússia · Stanislav Pozdnyakov · Sergey Sharikov · Aleksey Frosin · Aleksey Dyachenko | Hungria · Domonkos Ferjancsik · Kende Fodor · Balázs Lengyel · Zsolt Nemcsik    | Roménia · Mihai Covaliu · Florin Zalomir · Florin Lupeică · Victor Găureanu |

Feminino
| Evento             | Ouro                                                                             | Prata                                                                            | Bronze                                                                          |
| Espada individual  | Alemanha · Claudia Bokel                                                         | França · Laura Flessel-Colovic                                                   | Suécia · Maria Isaksson                                                         |
| Espada individual  | Alemanha · Claudia Bokel                                                         | França · Laura Flessel-Colovic                                                   | Suíça · Gianna Hablützel-Bürki                                                  |
| Espada por equipe  | Rússia · Tatyana Logunova · Anna Sivkova · Maria Mazina · Tatyana Fakhrutdinova  | Suíça · Gianna Hablützel-Bürki · Sophie Lamon · Diana Romagnoli · Tabea Steffen  | Hungria · Ildikó Mincza · Tímea Nagy · Hajnalka Tóth · Adrienn Hormay           |
| Florete individual | Itália · Valentina Vezzali                                                       | Alemanha · Sabine Bau                                                            | Roménia · Roxana Scarlat                                                        |
| Florete individual | Itália · Valentina Vezzali                                                       | Alemanha · Sabine Bau                                                            | Rússia · Ekaterina Youcheva                                                     |
| Florete por equipe | Itália · Diana Bianchedi · Giovanna Trillini · Valentina Vezzali                 | Rússia · Yekaterina Yusheva · Svetlana Boyko · Olga Lobyntseva · Julia Khakimova | Estados Unidos · Erinn Smart · Ann Marsh · Iris Zimmermann · Felicia Zimmermann |
| Sabre individual   | França · Anne-Lise Touya                                                         | Itália · Ilaria Bianco                                                           | Azerbaijão · Yelena Jemayeva                                                    |
| Sabre individual   | França · Anne-Lise Touya                                                         | Itália · Ilaria Bianco                                                           | Itália · Gioia Marzocca                                                         |
| Sabre por equipe   | Rússia · Yelena Nechayeva · Natalya Makeyeva · Irina Bazhenova · Elisaveta Gorst | Roménia · Andreea Pelei · Cătălina Gheorghițoaia · Irina Drăghici                | Alemanha · Sandra Benad · Sabine Thieltges · Doreen Häntzsch · Stefanie Kubissa |

## Quadro de medalhas
País sede
| Ordem | País           | Medalha de ouro | Medalha de prata | Medalha de bronze |    |
| ----- | -------------- | --------------- | ---------------- | ----------------- | -- |
| 1     | Itália         | 4               | 1                | 1                 | 6  |
|       | Rússia         | 4               | 1                | 1                 | 6  |
| 3     | França         | 2               | 3                | 5                 | 10 |
| 4     | Alemanha       | 1               | 1                | 2                 | 4  |
| 5     | Hungria        | 1               | 1                | 1                 | 3  |
| 6     | Suíça          |                 | 2                | 1                 | 3  |
| 7     | Roménia        |                 | 1                | 2                 | 3  |
|       | Polónia        |                 | 1                | 1                 | 2  |
| 9     | Estónia        |                 | 1                |                   | 1  |
| 10    | Azerbaijão     |                 |                  | 1                 | 1  |
|       | Cuba           |                 |                  | 1                 | 1  |
|       | Suécia         |                 |                  | 1                 | 1  |
|       | Estados Unidos |                 |                  | 1                 | 1  |
| TOTAL | TOTAL          | 12              | 12               | 18                | 42 |